# Olovo(IV) hidroksid
Olovo(IV) hidroksid, Pb(OH)4 ili orto-olovna kiselina, notaciona je konjugovana kiselina za orto-olovo(IV) jon, PbO44−, prisutan u jedinjenjima kao što je kalcijum ortoplumbat, Ca2PbO4. Like its tin analog Sn(OH)4, Pb(OH)4 has not been isolated.